# Petros Persakis
Petros Persakis (ur. w 1879 w Atenach, zm. w 1952) – grecki gimnastyk, zdobywca srebrnego oraz brązowego medalu na Letnich Igrzyskach Olimpijskich w 1896 roku w Atenach.
Srebrny medal zdobył z drużyną w ćwiczeniach na drążku, a brązowy indywidualnie w ćwiczeniach na kółkach.